# Criopreservazione

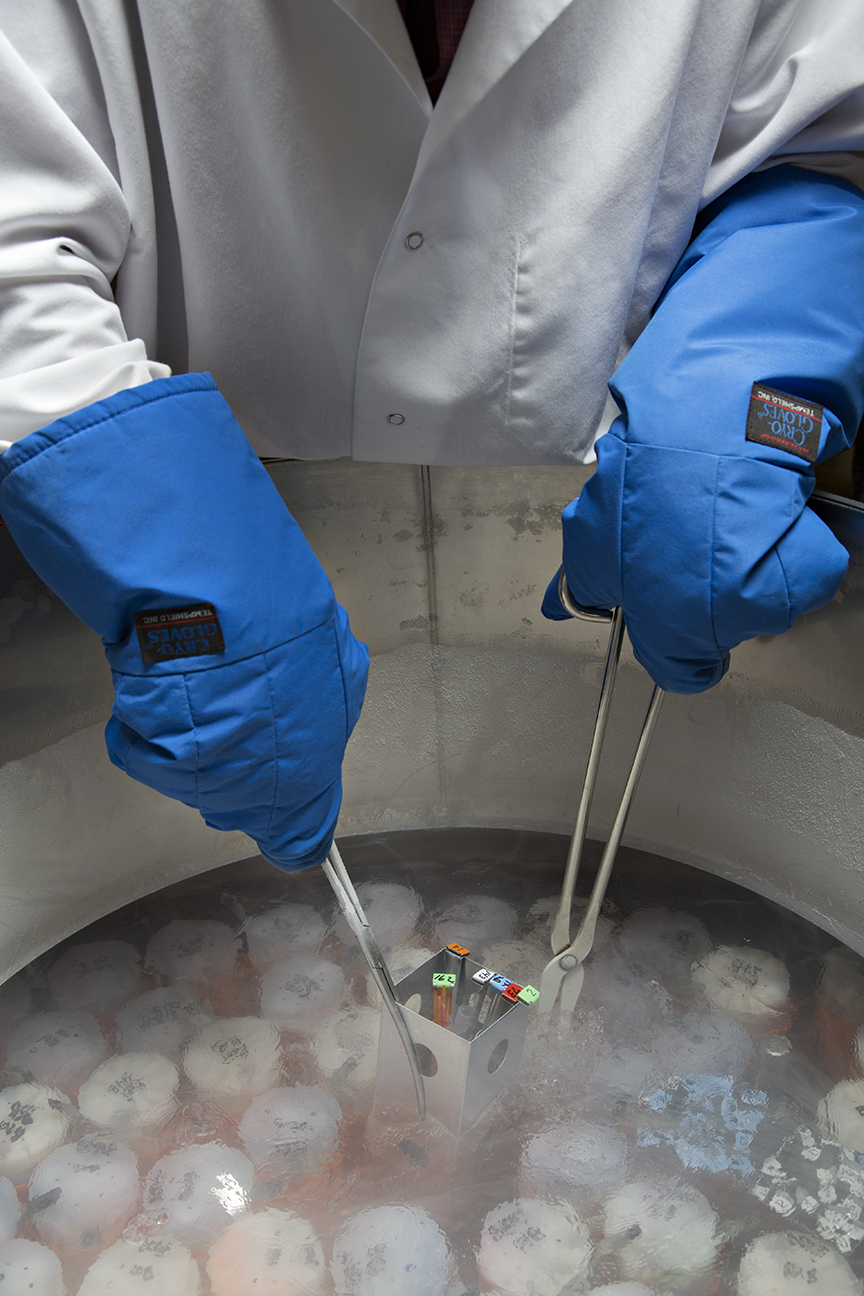
Criopreservazione nella USDA Gene Bank.

La criopreservazione, o crioconservazione, è un processo di laboratorio attraverso cui cellule o tessuti vengono conservati a bassissime temperature (di norma a −196 °C, punto di ebollizione dell'azoto liquido). Una delle tecniche di criopreservazione è la vitrificazione.

## Criopreservazione
La criopreservazione dei gameti e dei tessuti umani ha il ruolo di mantenere inalterata la struttura e la funzione delle cellule, per un loro utilizzo nel tempo, mediante tecniche di congelamento che fanno uso di sostanze speciali (cosiddetti "crioprotettori") per evitare al materiale biologico i danni legati alle basse temperature. 
I crioprotettori sono macromolecole aggiunte al mezzo di congelamento per proteggere le cellule dagli effetti dannosi della formazione di cristalli di ghiaccio intracellulari. I crioprotettori conferiscono un maggiore grado di sopravvivenza cellulare durante il congelamento, proteggono la membrana cellulare da lesioni da congelamento, hanno un'alta solubilità, hanno una bassa tossicità ad alte concentrazioni e un basso peso molecolare, hanno la capacità di interagire con l'acqua tramite legami a idrogeno.
I principali stress fisici associati alla crioconservazione cellulare sono le lesioni criogeniche e la formazione di cristalli di ghiaccio. In effetti, brusche riduzioni della temperatura portano a lesioni da freddo nelle strutture sensibili alla temperatura, influenzando le loro funzioni, ad esempio alterando la permeabilità della membrana o danneggiando organelli intracellulari (cioè citoscheletro o fuso meiotico) quando si crioconservano gli ovociti. Inoltre, dato che le cellule contengono un'elevata quantità di acqua, durante il raffreddamento a temperature sotto zero potrebbe verificarsi una transizione da acqua a ghiaccio, che porta alla formazione di cristalli di ghiaccio, che può causare lesioni alle cellule e, eventualmente, la morte delle cellule stesse. Ciò è particolarmente vero per gli ovociti, essendo le cellule più grandi del corpo e anche quelle con il più alto contenuto di acqua.
Nella procreazione assistita, il ruolo di mantenimento è essenziale, per la criopreservazione di ovociti o spermatozoi di donatori sani, o affetti da patologie che distruggono, direttamente o tramite le terapie utilizzate per sconfiggerle (es. chemioterapia), o semplicemente per poter ritardare il momento del concepimento. In alcuni Paesi, come l'Italia, in cui è stata vietata la criopreservazione degli embrioni, le metodiche di criopreservazione dei gameti rivestono un ruolo essenziale. Negli Stati Uniti si è riusciti ad impiantare con successo un embrione criopreservato da venti anni.

### Storia della criopreservazione dei gameti
La capacità del glicerolo di agire come un agente crioprotettivo è stata riportata per la prima volta da Polge e coll. nel 1949. Le prime nascite con l'utilizzo di seme umano crioconservato sono state riportate negli anni cinquanta (Bunge e coll) e questa tecnica è stata da allora utilizzata da centinaia di centri. 
La criopreservazione degli ovociti umani ha posto subito grandi difficoltà. La formazione di cristalli di ghiaccio all'interno della cellula ovo può produrre alterazioni strutturali e funzionali, tali da comprometterne il corretto funzionamento e il successivo sviluppo embrio-fetale.
Nel topo, fu riportata per la prima volta la fertilizzazione e lo sviluppo fetale usando il DMSO nel 1977 da Whittingham. Tuttavia, molti lavori degli anni successivi hanno suggerito che la fertilizzazione, lo sviluppo embrionale e fetale possono essere compromessi. Le alterazioni principali sono a carico del fuso meiotico, una struttura interna della cellula, essenziale per il suo funzionamento.
Negli anni novanta, sono state riportate gravidanze e nascite in seguito a criopreservazione di ovociti umani, usando sempre il DMSO come crioprotettore, utilizzato con una metodica detta di congelamento "lento", in cui la discesa programmata della temperatura segue una tempistica ben precisa. 
Tuttavia, sono anche emerse preoccupazioni circa la riproducibilità dei dati, il basso tasso di sopravvivenza e fertilizzazione ovocitaria, e l'alto tasso di poliploidia, con una cessazione o rallentamento dell'attività scientifica in questa direzione.

### Indicazioni alla criopreservazione degli ovociti umani
Diverse sono le potenziali applicazioni della tecnica della criopreservazione ovocitaria. Tra queste, la scelta dei pazienti di conservare il proprio patrimonio in gameti per preservare la propria fertilità, oppure il caso ad esempio del cancro, dove le terapie possono distruggere il patrimonio ovarico, e nei pazienti che vanno incontro a tecniche di fecondazione assistita.Gli ovociti sono cellule uniche: le loro grandi dimensioni, la forma sferica e la fragilità generale spiegano molte delle difficoltà che si verificano durante la crioconservazione. Gli ovociti sono particolarmente sensibili al raffreddamento e sono sensibili alle lesioni criogeniche. La loro forma sferica conferisce uno svantaggio: un grande oggetto sferico infatti ha il rapporto superficie/volume più basso di qualsiasi forma geometrica.
Attualmente si è arrivati ad ottenere una gravidanza con un ovocito criopreservato per cinque anni rispetto ai venticinque anni di criopreservazione dello sperma.

## Vitrificazione
Dal 1987, è stata riportata una nuova tecnica (Taylor, 1987), la vitrificazione, come alternativa al congelamento "lento". Essa basa il suo principio sul fatto che l'acqua non fa in tempo a formare cristalli di ghiaccio, grazie all'estrema viscosità cellulare ottenuta grazie ad agenti crioprotettivi e all'alta velocità di abbassamento della temperatura. Il principio generale che consente questa procedura è che, maggiore è la velocità di congelamento o scongelamento, minore è la concentrazione di crioprotettivo (potenzialmente tossico per la cellula) necessario a proteggere le cellule dalla formazione dei cristalli di ghiaccio.
Per ottenere un'altissima velocità di criopreservazione occorre porre l'ovocita o l'embrione a diretto contatto con l'azoto liquido, cosa che, se da un lato non comporta rischi per il nascituro, d'altra parte comporta qualche rischio di contaminazione da batteri, funghi, virus, metalli pesanti, in contrasto con quanto stabilito dalla direttiva europea sulla manipolazione di cellule e tessuti. Sono pertanto in corso studi sui sistemi di vitrificazione "chiusi" in cui le cellule siano protette dal contatto diretto con l'azoto liquido. Tali sistemi pongono alcuni problemi di sopravvivenza delle cellule e degli embrioni criopreservati, perché la velocità di raffreddamento risulta minore e ciò comporta la necessità di aumentare la concentrazione delle sostanze crioprotettive, tossiche per le cellule.
L'introduzione della tecnologia di vitrificazione degli ovociti ha migliorato significativamente l'esito della crioconservazione degli ovociti, che porta a gravidanze e tassi di natalità paragonabili a quelli raggiunti nella fecondazione in vitro con l'uso di ovociti freschi.
Tuttavia, ci sono molte preoccupazioni sulla vitrificazione degli ovociti, che sono la concentrzione tossica dei crioprotettori, le temperature, la durata dell’esposizione e le caratteristiche dei contenitori criogenici utilizzati.
Gli ovociti possono essere vitrificati tra una e sei ore dopo la raccolta dell'ovulo e immediatamente dopo la denudazione (rimozione delle cellule del cumulo). L'ICSI può essere eseguita entro 2-4 ore dopo il riscaldamento degli ovociti. Questo breve tempo di coltura è necessario per consentire agli ovociti di recuperare la plasticità delle loro membrane.
Vantaggi: è un metodo piuttosto ben consolidato, adatto per le donne che non hanno un partner di sesso maschile o che preferiscono non usare lo sperma di un donatore.
Svantaggi: necessità della stimolazione ovarica, possibilità di ottenere solo un numero limitato di ovociti.

### I risultati
La sopravvivenza dell'ovocita è molto alta, con l'uso di opportuni aggiustamenti tecnici, e può essere dell'ordine del 75-100%. Il tasso di fertilizzazione può arrivare al 90% e il tasso di gravidanza ottenuto dopo congelamento di uova, uova fecondate, embrioni o blastocisti è dell'ordine del 25-55%. Diverse nascite di bambini sani sono state riportate in letteratura dal 1999 al 2007. Recenti dati sembrano rassicurare circa gli esiti di questa procedura.
La letteratura scientifica si divide in relazione all'efficacia della metodica, ma stato suggerito che la vitrificazione possa essere meno traumatica sul fuso meiotico ed altre strutture cellulari ed embrionali rispetto al congelamento "lento".

### Conclusioni
L'esperienza riportata finora è tuttavia limitata, e questo suggerisce un uso moderato della metodica, fino a completa eventuale validazione clinica.